# ミズカネ
『ミズカネ』は、日本のバンド藍坊主の5枚目のアルバム。2010年2月17日にトイズファクトリーより発売。

## 解説
- 初回限定盤には「鞄の中、心の中」から最新作「伝言」までのPVを収録したDVD「aobozu music clips 2004-2010」付。
- 通常盤にはCD-EXTRA仕様で「ミズカネレコーディングノート」を収録。
- オリコン初登場10位を記録し、バンド初のTOP10入りを果たした。
- これまで藍坊主のアルバムではhozzyと藤森は半分ずつ作詞作曲を手掛けていたが、今作では全体的に見るとhozzyが作詞作曲を手掛けた曲が多く、藤森が作詞作曲を手掛けた曲はこれまでのアルバムに比べると少なくなっている。

## 収録曲

### CD
1. 低迷宮の月(5:19)
(作詞・作曲:藤森真一)
シングル曲を除くと唯一の藤森単独作である。バラードナンバーが1曲目に収録されている藍坊主のアルバムは2015年時点で唯一。
2. ラストソング(5:40)
(作詞・作曲:佐々木健太)
イントロ部分がこのアルバムのCMで流れている。
3. オレンジテトラポット(6:11)
(作詞:佐々木健太・作曲:藤森真一)
演奏時間が6分を超える曲であり、このアルバムの中では最長。6分を超えるのはヒロシゲブルーに収録されている「追伸、僕は願う」以来。
4. ポルツ(2:59)
(作詞・作曲:佐々木健太) 
独特のコード進行と、藍坊主では珍しいラップパートが特徴の楽曲。
5. おいしいパン食べたい(4:47)
(作詞・作曲:佐々木健太)
6. グッドパエリア(2:56)
(作詞・作曲:佐々木健太)
7. 氷に似た感応(4:13)
(作詞・作曲:佐々木健太) 
ボーカルがほぼ全体的に裏声で歌われている曲。
8. 創造的進化(5:53)
(作詞:佐々木健太、作曲:佐々木健太･藤森真一･渡辺拓郎)
渡辺が作曲に参加しているのはコイントス以来であり、メンバー三人での作曲は初である。また、最後のピアノの演奏は渡辺が担当している。
9. マザー(5:37)
(作詞・作曲:佐々木健太)
8thシングル。
10. 伝言(5:04)
(作詞・作曲:藤森真一)
10thシングル。
11. 沈黙(月まで響くような彼らの幻灯)(5:40)
(作詞・作曲:佐々木健太)
9thシングルc/wのアルバムバージョン。バイオリンやチェロの音が追加されている。
12. 名前の無い色(5:07)
(作詞・作曲:藤森真一)
9thシングル。
13. いわし雲(4:49)
(作詞・作曲:佐々木健太) 
アルバムの最後の曲がhozzy作詞作曲の曲になるのは初。(それまでは全て藤森作詞作曲の曲。)

### DVD(初回限定盤のみ)
aobozu music clips 2004-2010
1. 鞄の中、心の中 (Music video)
2. ウズラ (Music video)
3. 瞼の裏には (Music video)
4. スプーン (Music video)
5. 桜の足あと (Music video)
6. ジムノペディック (Music video)
7. ハローグッバイ (Music video)
8. コイントス (Music video)
9. 空を作りたくなかった (Music video)
10. 言葉の森 (Music video)
11. マザー (Music video)
12. 名前の無い色 (Music video)
13. 伝言 (Music video)